# مونتئو دا پو
مونتئو دا پو (به ایتالیایی: Monteu da Po) یک کومونه در ایتالیا است که در استان تورین واقع شده‌است. مونتئو دا پو ۷ کیلومترمربع مساحت و ۸۹۷ نفر جمعیت دارد و ۱۷۷ متر بالاتر از سطح دریا واقع شده.